# Амелія (провінція Терні)
Амелія (італ. Amelia) — муніципалітет в Італії, у регіоні Умбрія,  провінція Терні.
Амелія розташована на відстані близько 75 км на північ від Рима, 65 км на південь від Перуджі, 20 км на захід від Терні.
Населення — 11 917 осіб (2014).
Щорічний фестиваль відбувається 24 листопада. Покровитель — Santa Fermina.

## Демографія
Населення за роками:

Станом на 1 січня 2023 року в муніципалітеті офіційно проживало 880 іноземців з 72 країн, серед них 427 громадян країн Євросоюзу та 37 громадян України.

## Сусідні муніципалітети
- Альв'яно
- Аттільяно
- Авільяно-Умбро
- Джове
- Гуардеа
- Луньяно-ін-Теверина
- Монтекастриллі
- Нарні
- Орте
- Пенна-ін-Теверина